# Asterias rubens
Espèce
Synonymes
- Asterias vulgaris Verrill, 1866

L'Étoile de mer dite commune (Asterias rubens) est une espèce d'échinodermes, une étoile de mer de la famille des Asteriidae. Elle est l'étoile la plus commune des côtes atlantiques, notamment en Europe.

## Description

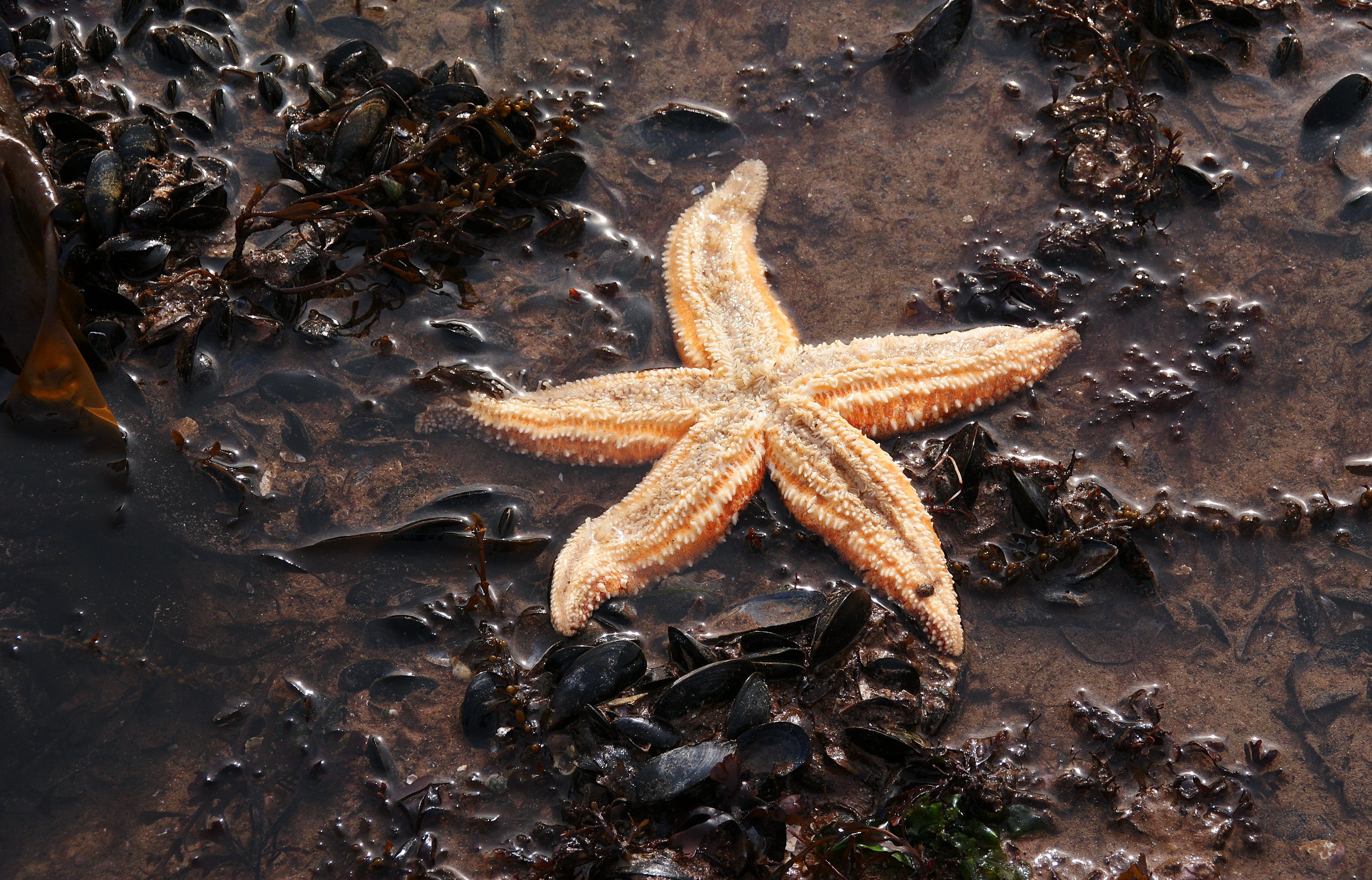
Asterias rubens découverte à marée basse à Torbay, Royaume-Uni

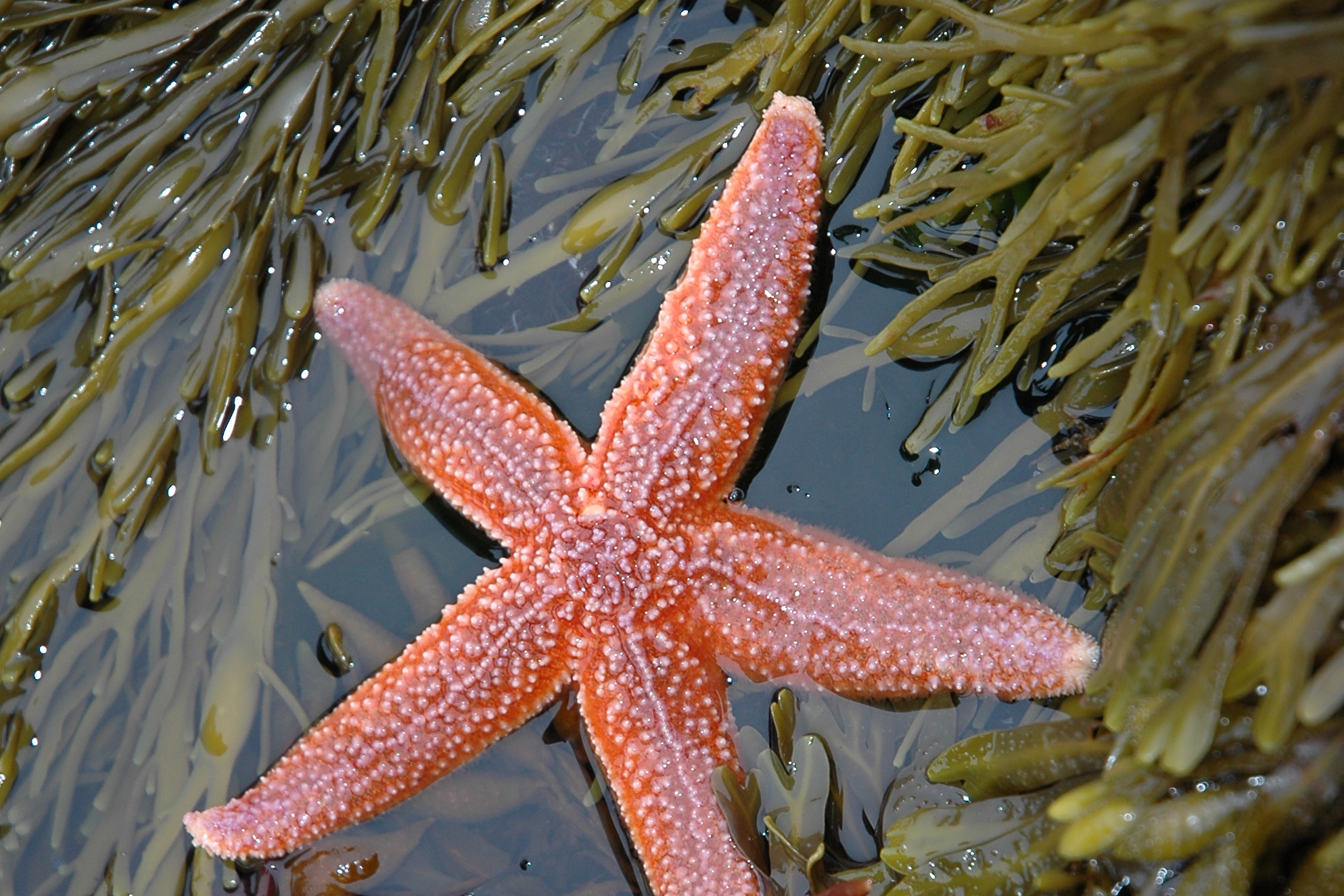
Émergée à marée haute.

Les larves sont typiquement bilatériennes, mais l'étoile de mer commune adulte possède cinq bras terminés en pointes émoussées et recouverts d’épines calcaires disposées en lignes ou dispersées, dont une partie forme trois lignes continues au milieu et sur les côtés de chaque bras. Adulte, elle mesure en moyenne de 12 à 15 cm de diamètre, mais certains spécimens peuvent atteindre 50 cm (principalement à grandes profondeurs). Plus elle est grande et moins elle est rigide. Sa couleur varie du jaune clair au brun, en passant par l'orange, le rouge, le mauve et le violet.
L'anus est situé au centre du disque central (appelé apex), sur la face dorsale : il est difficile à voir, et est situé à proximité du madréporite. Au centre de la face orale se trouve la bouche. Chaque bras comprend sur la face inférieure une gouttière bordée de podia qui permettent le déplacement ; au bout des bras se trouvent aussi de minuscules yeux rudimentaires.

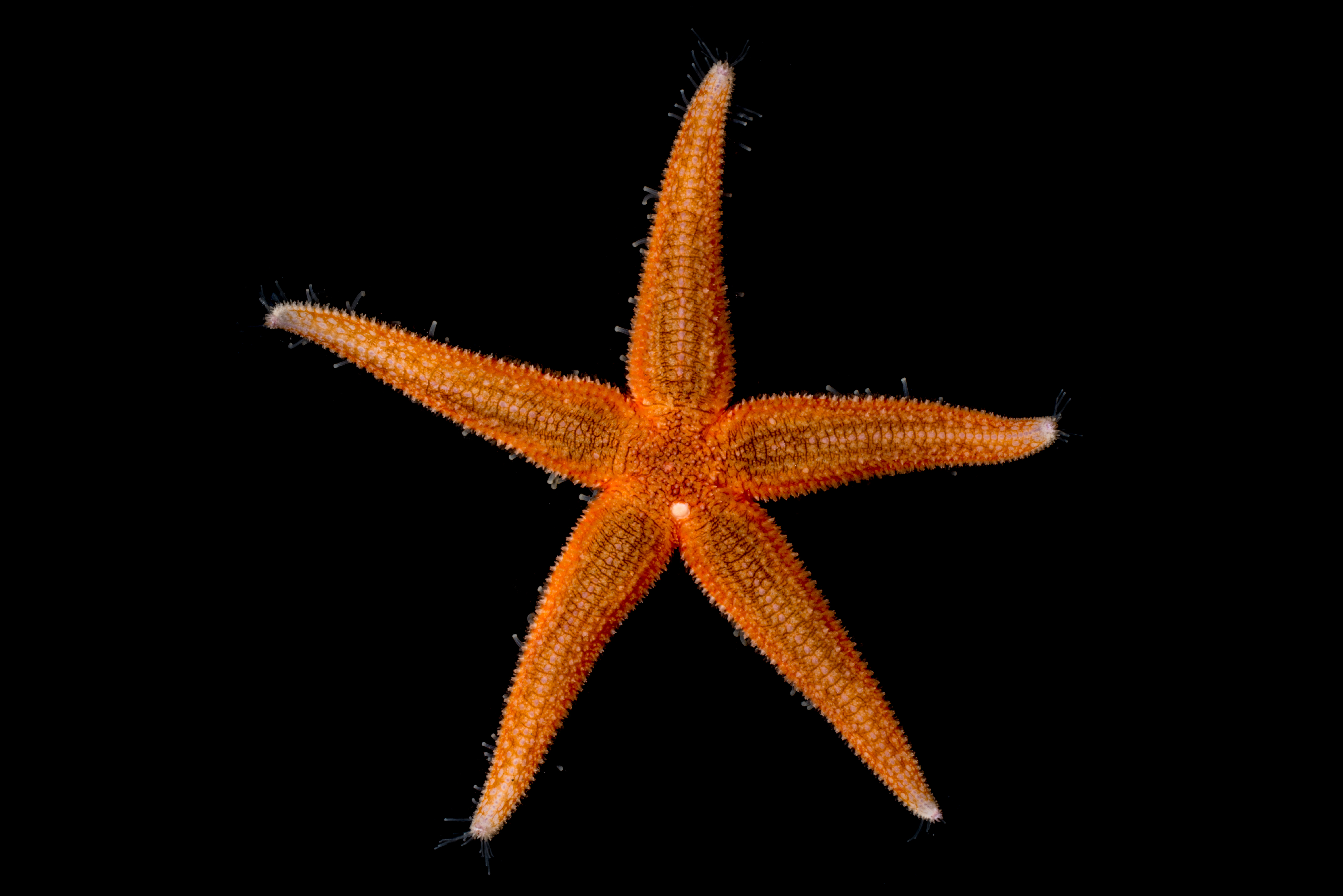
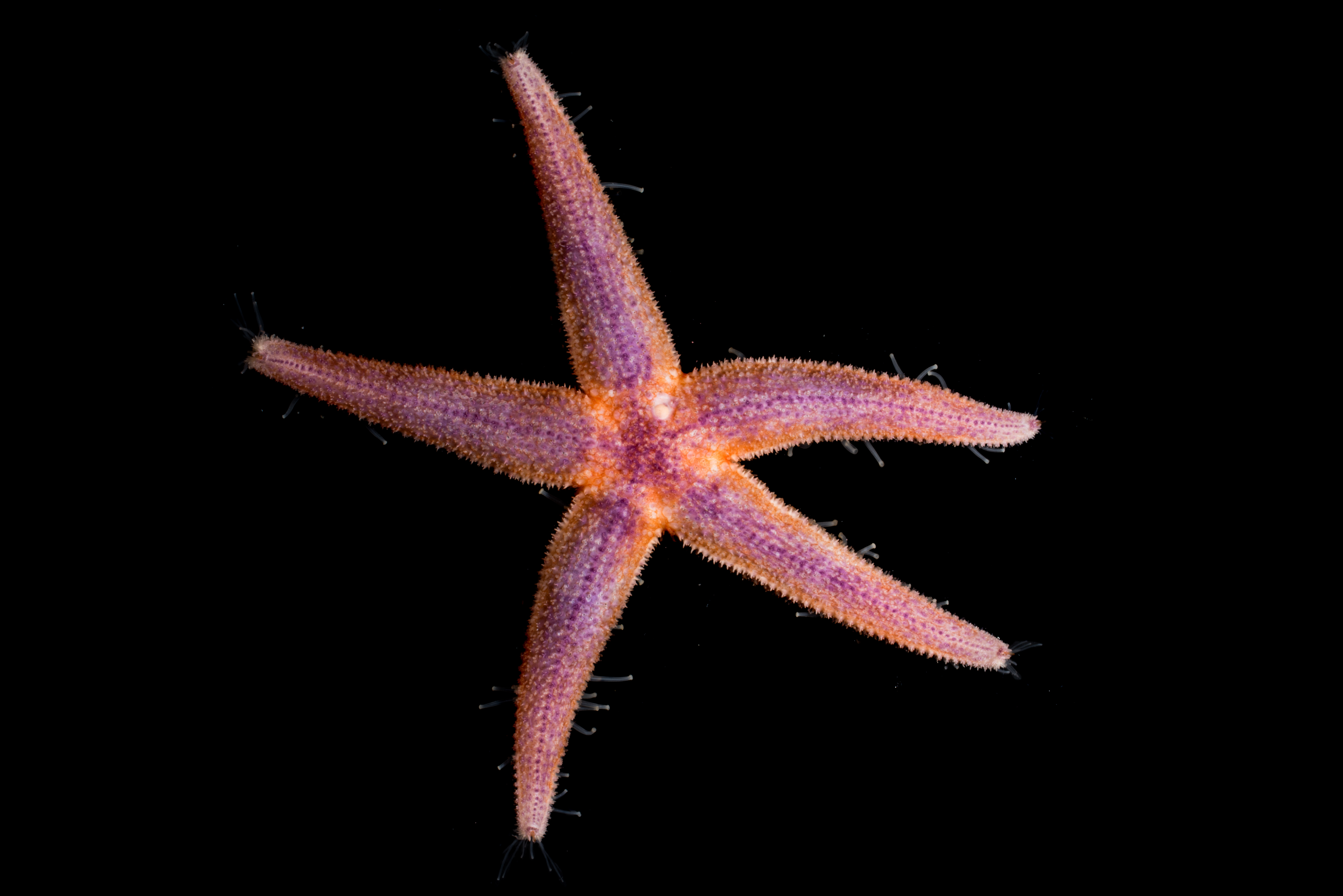
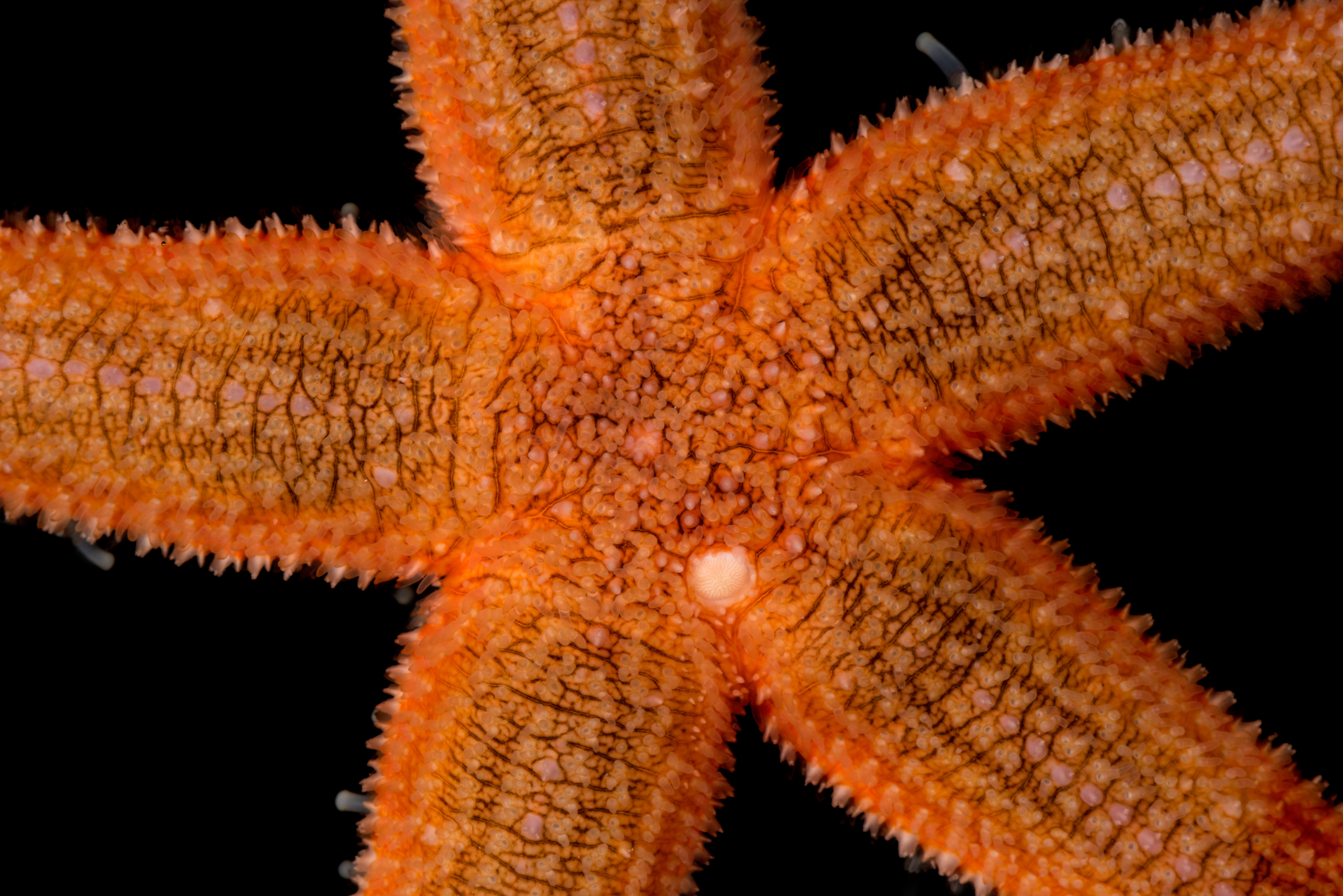
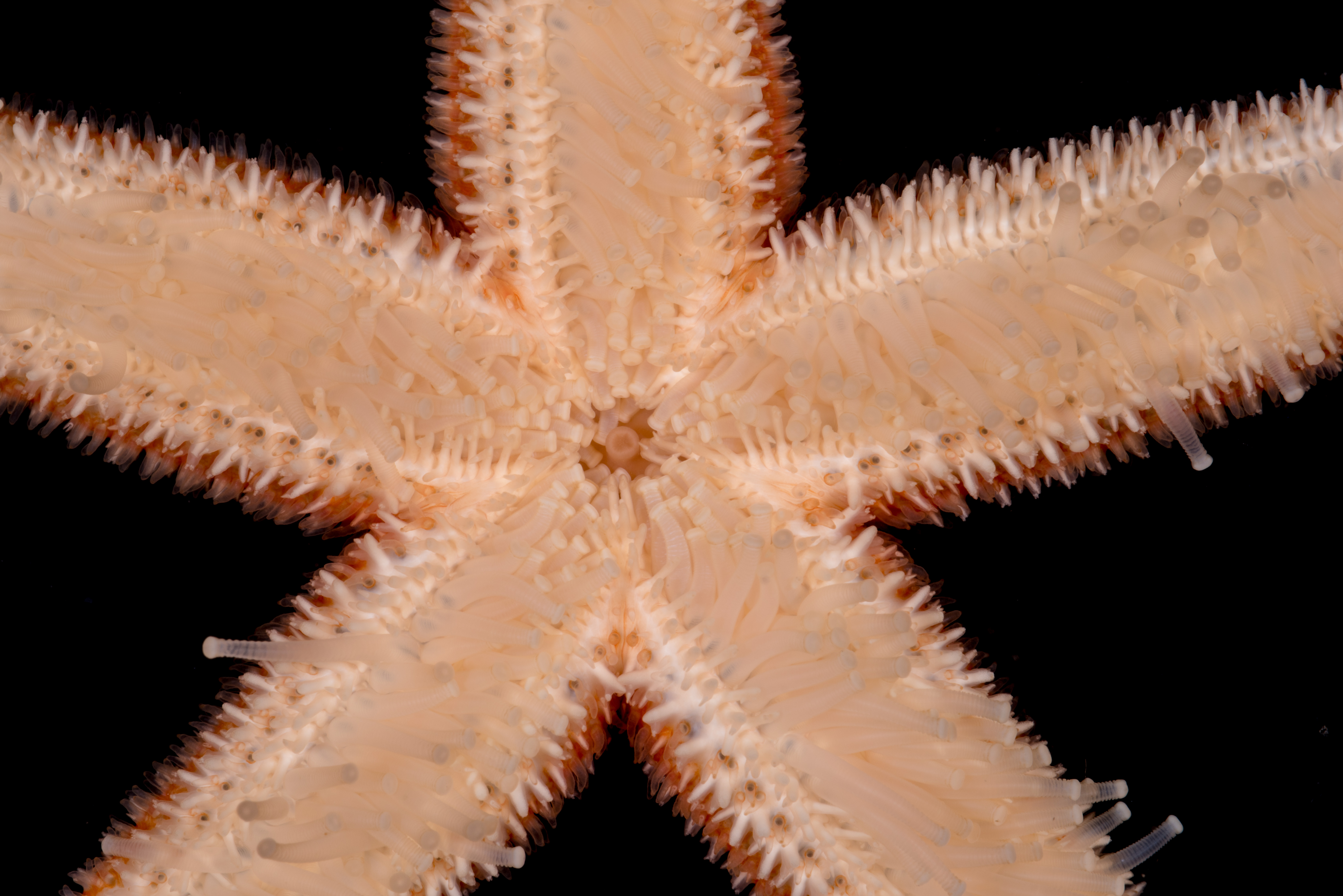

## Habitat et répartition
Cette étoile est présente dans tout l'océan Atlantique — principalement dans le Nord — et absente de la mer Méditerranée. On la trouve depuis la zone intertidale jusqu'à 650 m de profondeur, aussi bien dans les eaux froides que tropicales.
Cette étoile apprécie la proximité des coquillages, dont elle se nourrit : on la trouve beaucoup sur les moulières ou les rochers, mais parfois aussi sur des fonds sédimentaires. Elle supporte l'eau saumâtre.

## Écologie et comportement

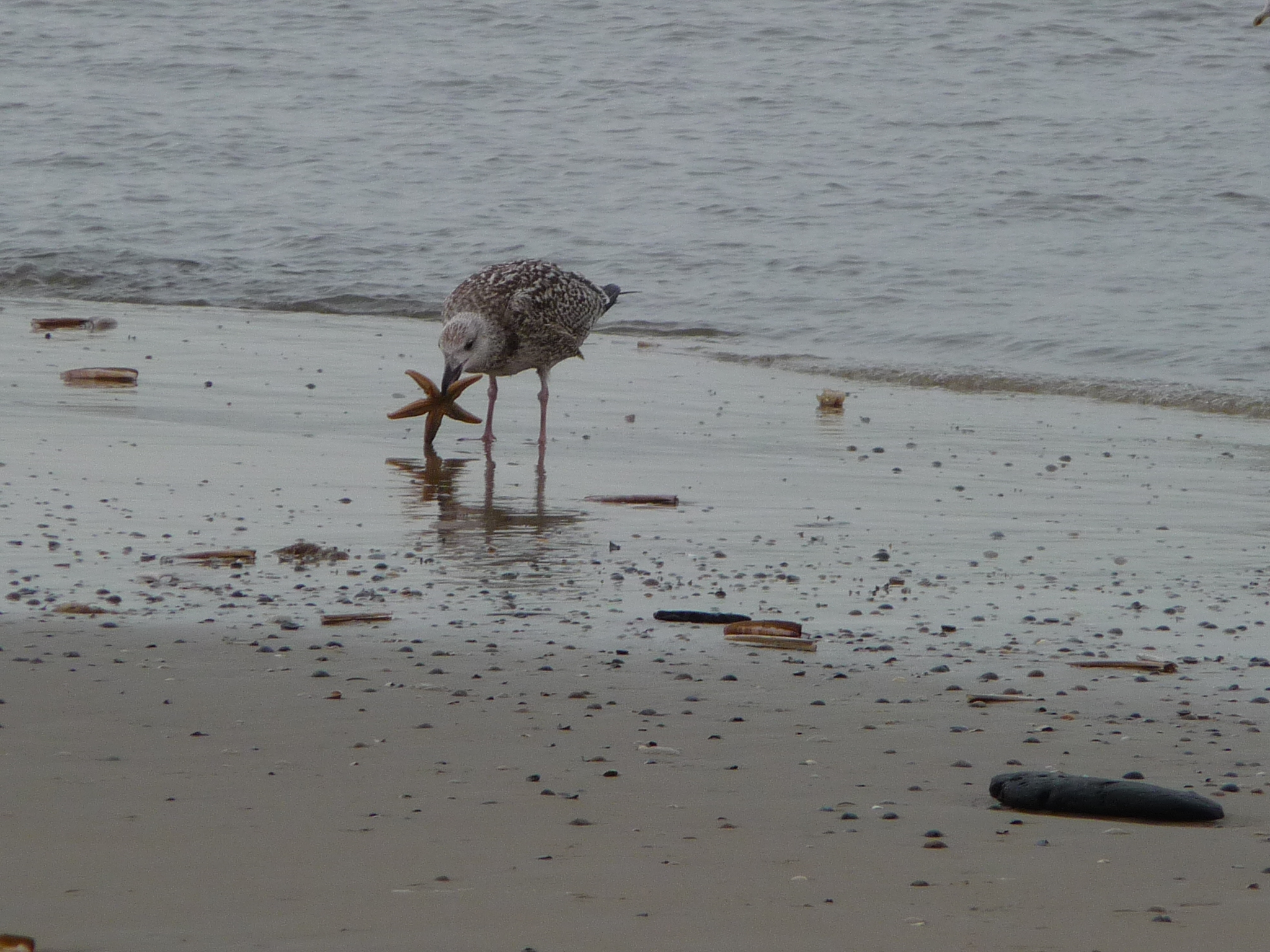
Le goéland est un prédateur de l'étoile commune.

L'étoile de mer commune consomme principalement des mollusques (huîtres, moules, autres bivalves) mais aussi des oursins, des crustacés et des cadavres. La digestion est externe : l'étoile dévagine son estomac sur sa proie préalablement immobilisée et enlacée.
La reproduction est gonochorique, et mâles et femelles relâchent leurs gamètes en même temps grâce à un signal phéromonal, en pleine eau, où œufs puis larves (appelées pluteus) vont évoluer parmi le plancton pendant quelques semaines avant de se fixer.
Comme beaucoup d'étoiles de mer, l'étoile commune a des capacités de régénération impressionnantes : elle peut perdre la majorité de ses bras et les reconstituer en quelques mois. Son espérance de vie est d'environ cinq ans.